# Brevik (Zweden)
Brevik is een plaats in de gemeente Lidingö in het landschap Uppland en de provincie Stockholms län in Zweden. De plaats heeft 8772 inwoners (2010) en een oppervlakte van 398 hectare. De plaats ligt op het eiland Lidingö.

## Demografische ontwikkeling
Bron: Zweeds Bureau voor Statistiek. Tatörter 1960-2010